# William Stewart Ross

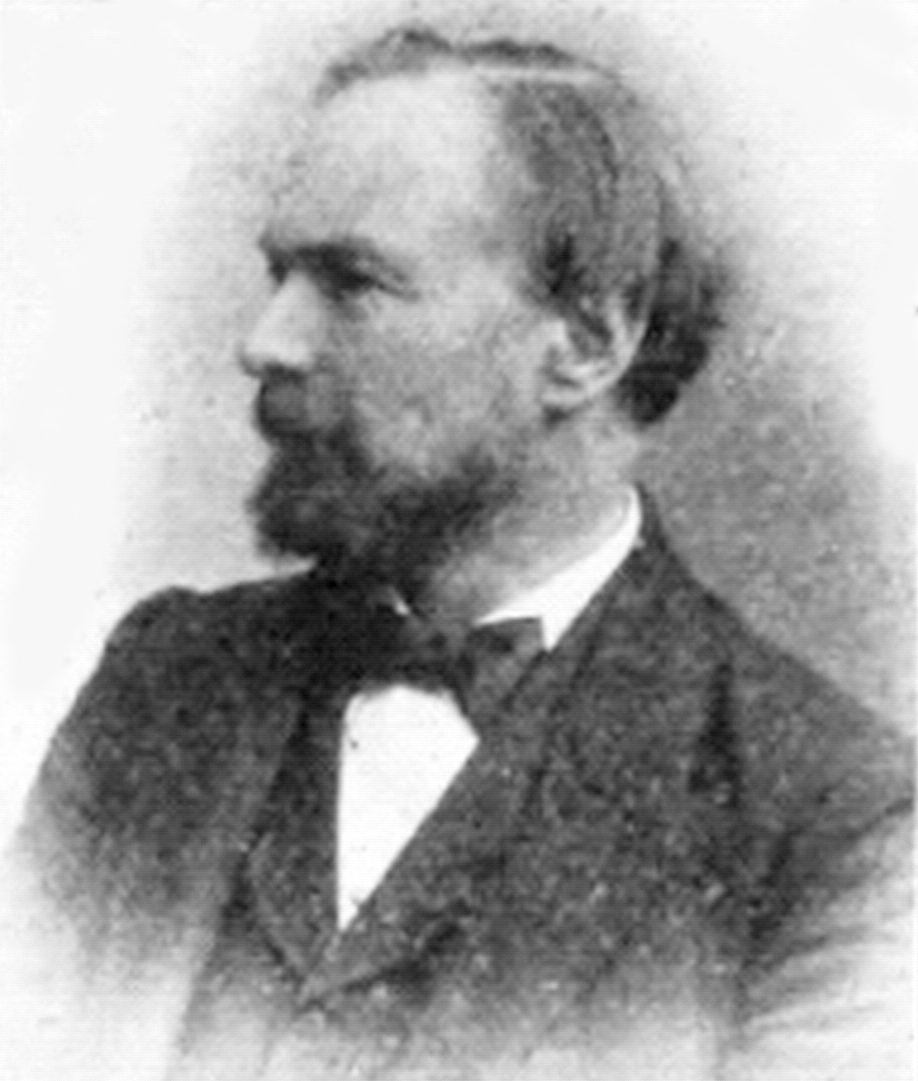
William Stewart Ross, 2016

William Stewart Ross (* 20. März 1844; † 1906) war ein schottischer Rationalist und Herausgeber einer freidenkerischen Zeitschrift. Er veröffentlichte außerdem religionskritische Bücher, üblicherweise unter dem Pseudonym „Saladin“.

## Werke
- The Flagellants. (1884)
- God and His Book (1887)
- Biographical Dictionary of Freethinkers (1889)
- Roses and Rue (1891)
- Woman: Her Glory and Her Shame (2 vol., 1894)
- Jehovas gesammelte Werke